# Pseudocatharylla
Pseudocatharylla é um gênero de mariposa pertencente à família Crambidae.